# Гюнтер Ломанн
Гюнтер Ломанн (нім. Günther Lohmann; 6 жовтня 1895, Ферден — 15 листопада 1978, Альтентанн) — німецький військово-повітряний діяч, генерал-лейтенант люфтваффе. Кавалер Німецького хреста в золоті.

## Біографія
Після початку Першої світової війни 2 серпня 1914 року вступив в 26-й польовий артилерійський полк. В лютому-березні 1916 року пройшов льотну підготовку в авіапарку 7-ї армії, з 31 березня 1916 року — льотчик-спостерігач 26-го авіазагону. 27 липня 1916 року важко поранений і після одужання переведений в інспекцію авіації. З 1 серпня 1917 року — льотчик-спостерігач 15-го, з 12 березня 1918 року — 233-го авіазагону.
В травні-червні 1919 року — льотчик-спостерігач 41-го добровольчого авіазагону, з яким діяв в Східній Пруссії. Після демобілізації армії залишений в рейхсвері, служив в артилерії. З 1 жовтня 1927 року — радник відділу Т2 (організаційний) Військового управління Імперського військового міністерства. З 1 жовтня 1928 року — інструктор артилерійського училища в Ютербозі, з 1 січня 1933 року — командир батареї 3-го артилерійського полку, з 1 жовтня 1933 року — 3-го транспортного (зенітного) дивізіону. 1 жовтня 1934 року переведений в люфтваффе офіцером для особливих доручень Імперського міністерства авіації. З 1 жовтня 1935 року — інструктор ППО і тактики Військової академії. З 1 серпня 1938 року — командир 52-ї розвідувальної групи і комендант авіабази в Котбусі. З 1 листопада 1938 року — командир 41-ї розвідувальної групи і комендант авіабази в Райхенберзі. З 25 травня 1939 року — командир 3-ї (розвідувальної) групи 2-ї навчальної ескадри.
З 25 серпня 1939 року — командувач авіацією 6-ї армії, з 25 жовтня 1939 року — 10-ї армії. Учасник Польської і Французької кампаній. З 15 лютого 1941 року — командувач авіацією 4-ї танкової групи (з 5 жовтня 1941 року — армії). Учасник Німецько-радянської війни. 16 травня 1942 року відкликаний в Берлін і призначений інспектором військової авіації і генералом ВПС при головнокомандувачі сухопутними військами. З 28 листопада 1942 року — командир 14-ї авіапольової дивізії, дислокованої в Норвегії. Одночасно з 28 листопада 1942 року — командувач німецькими військами в Норвегії. 20 січня 1945 року переведений в резерв. 8 травня 1945 року взятий в полон американськими військами. В грудні 1946 року звільнений.

## Звання
- Фанен-юнкер (2 серпня 1914)
- Фанен-юнкер-єфрейтор (16 жовтня 1914)
- Фанен-юнкер-унтерофіцер (14 листопада 1914)
- Фенріх (27 січня 1915)
- Лейтенант (30 березня 1915)
- Оберлейтенант (1 квітня 1925)
- Гауптман (1 квітня 1930)
- Майор (1 квітня 1935)
- Оберстлейтенант (1 квітня 1937)
- Оберст (1 жовтня 1939)
- Генерал-майор (1 лютого 1942)
- Генерал-лейтенант (1 листопада 1943)

## Нагороди
- Залізний хрест 2-го і 1-го класу
- Нагрудний знак пілота-спостерігача (Пруссія)
- Орден Альберта (Саксонія), лицарський хрест 2-го класу з мечами
- Королівський орден дому Гогенцоллернів, лицарський хрест з мечами
- Нагрудний знак «За поранення» в чорному
- Пам'ятний знак пілота (Пруссія)
- Рятувальна медаль (1928)
- Почесний хрест ветерана війни з мечами
- Медаль «За вислугу років у Вермахті» 4-го, 3-го, 2-го і 1-го класу (25 років)
- Застібка до Залізного хреста
  - 2-го класу (8 вересня 1939)
  - 1-го класу (2 жовтня 1939)
- Авіаційна планка розвідника
  - в бронзі (7 червня 1941)
  - в сріблі (30 січня 1942)
- Німецький хрест в золоті (5 листопада 1941)
- Медаль «За зимову кампанію на Сході 1941/42» (15 червня 1942)